# Jacques Wildberger
Jacques Wildberger (* 3. Januar 1922 in Basel; † 23. August 2006 in Riehen) war ein Schweizer Komponist. Er gilt als einer der bedeutendsten Schweizer Komponisten des 20. Jahrhunderts.

## Leben
Wildberger wurde 1944 Mitglied der Partei der Arbeit (PdA) und komponierte Kampflieder für das Basler Arbeiterkabarett Scheinwerfer und die Neue Volksbühne Basel; 1947 verliess er die PdA als Reaktion auf die Politik  Stalins.
Nach ersten Studien am Basler Konservatorium (u. a. Klavier bei Eduard Henneberger) studierte er von 1948 bis 1952 bei Wladimir Vogel in Ascona, insbesondere die Zwölftontechnik (Dodekaphonie).
Anfangs für seine dodekaphonen Arbeiten in der Schweiz angefeindet, sorgte er später im Ausland als Nachfolger von Arnold Schönberg mit seinen Zwölfton-Kompositionen für Furore. Von 1959 bis 1966 war er Dozent an der Hochschule für Musik Karlsruhe für Komposition, Analyse und Instrumentation. Nach einem Aufenthalt in Berlin als Stipendiat des DAAD im Jahre 1967 war er von 1967 bis 1987 Professor für Tonsatz und Komposition am Konservatorium der Musik-Akademie der Stadt Basel.

## Auszeichnungen (Auswahl)
- Stereo-Preis der Deutschen Rundfunkindustrie (1965)
- Komponisten-Preis des Schweizerischen Tonkünstlervereins (1981)